# 盖瑟尔温德
盖瑟尔温德是德国巴伐利亚州的一个市镇。总面积48.77平方公里，总人口2389人，其中男性1201人，女性1188人（2011年12月31日），人口密度49人/平方公里。